# Nucleo ambiguo

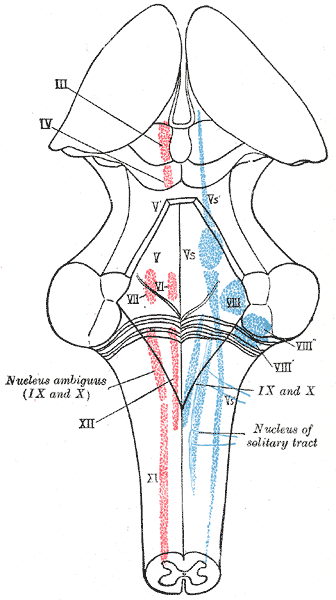
Nuclei del midollo encefalico

Il Nucleo Ambiguo decorre lungo tutto il bulbo e si colloca nella colonna motrice somatica speciale, posta ventralmente rispetto alle altre colonne motrici del bulbo. Pur trattandosi di una colonna somatica, parte delle fibre che originano a questo livello sono destinate a organi viscerali quali laringe e faringe. Dal Nucleo Ambiguo originano diversi nervi:
-IX paio, nervo glossofaringeo: la componente motrice del glossofaringeo è per lo più di tipo viscerale e trae origine dal nucleo salivatorio inferiore. Le poche fibre provenienti dal Nucleo Ambiguo innervano solo il muscolo stilofaringeo.
-X paio, nervo vago: le fibre motrici somatiche speciali del vago provengono dal Nucleo Ambiguo mentre quelle viscerali provengono dal nucleo motore dorsale del vago appartenente alla colonna parasimpatica encefalica. Le fibre a provenienza dal nucleo ambiguo innervano la muscolatura branchiale (principalmente implicata nella fonazione e nella deglutizione)
-XI paio, nervo accessorio: è un nervo fortemente associato al nervo vago e, poiché si scambiano fibre, si preferisce parlare di complesso decimo/undicesimo. Ha un'origine reale di pertinenza del nucleo ambiguo, l'origine delle altre fibre di questo nervo è da collocarsi nel corno grigio anteriore dei primi cinque neuromeri del midollo spinale (radice spinale). Questa radice spinale origina fibre motrici che si portano verso l'alto emergendo in posizione intermedia tra la radice anteriore e la posteriore (è una particolarità), entrano nel cranio attraverso il grande forame occipitale e si uniscono alle fibre motrici che escono dalla radice craniale per un breve tragitto per poi separarsi nuovamente e uscire dal forame giugulare. Le fibre che originano dal nucleo ambiguo invece confluiscono quasi subito nel vago di cui fanno effettivamente parte.